# Piotr Laskowski
Piotr Laskowski (ur. 1976 w Warszawie) – polski historyk idei, nauczyciel akademicki w ISNS UW (Katedra Historii Idei i Antropologii Kulturowej), pedagog, współtwórca i pierwszy dyrektor WLH im. Jacka Kuronia.

## Życiorys
Ukończył studia w Instytucie Archeologii Wydziału Historycznego Uniwersytetu Warszawskiego. Doktorat z egiptologii przygotowywał na Uniwersytecie Warszawskim i Uniwersytecie Oksfordzkim. Habilitował się w 2012 w IFiS PAN z filozofii politycznej.
Wykładał w UKSW, Uniwersytecie Powszechnym w Teremiskach i w Collegium Medicum Uniwersytetu Jagiellońskiego. Jest autorem publikacji poświęconych edukacji i pedagogice. Jego zainteresowania badawcze koncentrują się na filozofii społecznej i politycznej XIX i XX wieku, zwłaszcza na historii anarchizmu, teoriach oporu przeciwko władzy oraz problemach metodologii historii. Zajmował się filozofią Michaiła Bakunina, Georgesa Sorela, Róży Luksemburg i Waltera Benjamina; wydał pisma Jana Wacława Machajskiego, dwa tomy prasy z Archiwum Ringelbluma oraz prace CŻKH. Istotnymi punktami odniesienia są dla niego filozofie Gillesa Deleuze’a i Giorgio Agambena oraz historiografia Carlo Ginzburga.
Nauczyciel licealny, współtwórca i pierwszy dyrektor Wielokulturowego Liceum Humanistycznego im. Jacka Kuronia w Warszawie.

## Wybrane publikacje
- Szkice z dziejów anarchizmu, Warszawa : Muza, 2006 (II wyd. 2007).
- Maszyny wojenne. Georges Sorel i strategie radykalnej filozofii politycznej, Warszawa : Wydawnictwo Czarna Owca, 2011.
- Prasa getta warszawskiego : Hechaluc-Dror i Gordonia, opracowali Piotr Laskowski, Sebastian Matuszewski, Warszawa : Żydowski Instytut Historyczny im. Emanuela Ringelbluma, 2016.
- Prasa getta warszawskiego : radykalna lewica niesyjonistyczna, opracowali Piotr Laskowski, Sebastian Matuszewski, Warszawa : Żydowski Instytut Historyczny im. Emanuela Ringelbluma, 2016.
- Jan Wacław Machajski, Pracownik umysłowy i inne pisma, wprowadzenie i redakcja naukowa Piotr Laskowski Warszawa : Wydawnictwo Uniwersytetu Warszawskiego, 2016.
- Maria Orsetti, Kooperatyzm, anarchizm, feminizm : wybór pism, wybór, wprowadzenie i redakcja naukowa Piotr Laskowski, Warszawa : Oficyna Naukowa, 2019.